# Мао Юаньсинь
Мао Юаньси́нь (кит. трад. 毛遠新, упр. 毛远新, пиньинь Máo Yuǎnxīn; род.14 февраля 1941), он же Ли Ши — китайский политик-маоист, активный деятель Культурной революции. Племянник Мао Цзэдуна. В последние месяцы жизни своего дяди выступал в качестве его представителя в Политбюро ЦК КПК. Являлся политическим союзником «Банды четырёх». После смерти Мао Цзэдуна арестован и приговорён к длительному тюремному заключению. Освободившись, работал инженером на автозаводе.

## В семье Мао. Учёба и служба
Отцом Мао Юаньсиня был Мао Цзэминь — младший брат Мао Цзэдуна, видный деятель КПК, в 1942 казнённый в Синьцзяне по приказу Шэн Шицая. Его жена Чжу Дэнхуа годом раньше была заключена в тюрьму. Мао Юаньсинь родился в период её заключения.
С 1951 Мао Юаньсинь воспитывался в доме Мао Цзэдуна, под его сильнейшим влиянием. С детства был крайне идеологизирован и политизирован, возглавлял в школьном классе детскую коммунистическую организацию. В 1960 Мао Юаньсинь поступил в Университет Цинхуа, затем перешёл в Харбинский инженерный университет, занимавшийся разработкой военной техники НОАК. Выбор учебного заведения и будущего рода деятельности совершался Мао Юаньсинем по согласованию с Мао Цзэдуном.
В 1965 Мао Юаньсинь был определён на службу в зенитную артиллерию ВВС под командованием генерала У Фасяня.

## Радикал Культурной революции. Расправа над Чжан Чжисинь
С лета 1966 Мао Юаньсинь принимал активное участие в Культурной революции. Он организовал группу хунвэйбинов в Харбинском инженерном университете. В мае 1968 Мао Юаньсинь стал заместителем председателя Ревкома провинции Ляонин и политкомиссаром Шэньянского военного округа. Его позиция была столь радикальной, что вызывала недовольство и осторожное противодействие председателя Ревкома, губернатора провинции и командующего округом генерала Чэнь Силяня.
Мао Юаньсинь полностью поддерживал Цзян Цин, критиковал за «умеренность» Чжоу Эньлая, разоблачал Лю Шаоци и Дэн Сяопина как «каппутистов». В вопросах экономики превозносил опыт централизованного хозяйства КНДР.
Весной 1975 Мао Юаньсинь сыграл ключевую роль в расправе над коммунисткой-диссиденткой Чжан Чжисинь, которая критиковала Цзян Цин и Линь Бяо (до его официального разоблачения), выступала против «рабского подобострастия», осуждала самого Мао Цзэдуна. Арестованная в 1969, Чжан Чжисинь была приговорена к пожизненному заключению.
26 февраля 1975 Мао Юаньсинь потребовал казни «контрреволюционерки», и 4 апреля она была расстреляна. Перед расстрелом ей перерезали голосовые связки, для того, чтобы в последние минуты она не могла обратиться с речью к солдатам. Мао Юаньсинь рассматривается как главный виновник убийства Чжан Чжисинь.
В то же время Мао Юаньсинь как администратор Ляонина сыграл заметную роль в эвакуации жителей перед разрушительным землетрясением 1975.

## Представитель в Политбюро. Вражда с Дэн Сяопином
27 сентября 1975 81-летний Мао Цзэдун назначил племянника своим представителем в Политбюро ЦК КПК. На этой должности Мао Юаньсинь выступал на стороне Цзян Цин как непримиримый противник Дэн Сяопина с его реформаторскими замыслами. Он постоянно критиковал Дэн Сяопина за «ревизионизм» и «недостаточное признание достижений Культурной революции». Вместе с Цзян Цин и Чжан Чуньцяо Мао Юаньсинь пытался организовать кампанию критики Дэн Сяопина со стороны партийного актива. Его нападки были столь резкими, что Мао Цзэдун рекомендовал «помочь Дэн Сяопину исправить ошибки, но не устраивать избиений».
4-5 апреля 1976 в Пекине произошли массовые протестные выступления на площади Тяньаньмэнь. Демонстранты выражали скорбь по скончавшемуся Чжоу Эньлаю, выкрикивали лозунги, направленные против Мао Цзэдуна и Цзян Цин. Мао Юаньсинь убедил Мао Цзэдуна в том, что протесты были инспирированы Дэн Сяопином (что не соответствовало действительности) и пролоббировал на Политбюро решение о снятии Дэна со всех постов.

## Сподвижник «Банды четырёх». Арест и заключение
9 сентября 1976 скончался Мао Цзэдун. Министр обороны маршал Е Цзяньин рекомендовал Мао Юаньсиню покинуть Пекин и вернуться в Ляонин. Однако Мао Юаньсинь оставался в столице и поддерживал план захвата власти группировкой Цзян Цин — «Бандой четырёх». Со своей стороны, Хуа Гофэн и его сторонники — Е Цзяньин, Ли Сяньнянь, Ван Дунсин, Чэнь Силянь, У Дэ — приняли упредительные меры. 6 октября 1976 члены «Банды четырёх» и Мао Юаньсинь были арестованы «Отрядом 8341».
В феврале 1981 Мао Юаньсинь в составе группы бывших офицеров ВВС предстал перед военным судом. Этот процесс явился своеобразным продолжением завершившегося неделей ранее суда над «контрреволюционными группировками Линь Бяо и Цзян Цин». Мао Юаньсинь был признан виновным в «тяжких преступлениях против государства» и осуждён на 17 лет заключения.

## Инженер в Шанхае. Семья
После отбытия срока в 1993 Мао Юаньсинь устроился на работу инженером шанхайского автозавода. В 1996 он получил от администрации Шанхая дом для жительства и повышение зарплаты. В 2001 вышел на пенсию по достижении 60 лет. Живёт в Шанхае с женой Цюань Сюфэн и дочерью Ли Ли, которая родилась в 1977, когда отец уже находился в тюрьме.
Мао Юаньсинь сменил имя на Ли Ши и в основном избегает публичности. Однако дважды — в 2012 и 2013 — его видели на мероприятиях, посвящённых памяти Мао Цзэдуна.